# گرابووو کوشچیرسکیه
گرابووو کوشچیرسکیه (به لهستانی:  Grabowo Kościerskie) یک روستا در لهستان است که در گمینا نووا کارچما واقع شده‌است. گرابووو کوشچیرسکیه ۱٬۱۵۳ نفر جمعیت دارد.
این شهر تقریباً در 6 کیلومتری (4 مایلی) شمال غربی نووا کارچما ، و 13 کیلومتری (8 مایلی) شمال شرقی کوشچژنا ، و 39 کیلومتر (24 مایلی) جنوب غربی پایتخت منطقه ی گدانسک قرار دارد. 